# Rotala floribunda
Rotala floribunda är en fackelblomsväxtart som beskrevs av Emil Bernhard Koehne. Rotala floribunda ingår i släktet Rotala och familjen fackelblomsväxter. Inga underarter finns listade i Catalogue of Life.